# Cyclops bopsini
Cyclops bopsini – gatunek widłonoga z rodziny Cyclopidae. Opisał go w 1878 roku szwajcarski zoolog Theophil Studer. Miejsce typowe to stawy na Wyspach Kerguelena.